# Joni Mitchell
Joni Mitchell (roj. Roberta Joan Anderson), kanadska kantavtorica in slikarka, * 7. november 1943, Fort Macleod, Alberta, Kanada.
Velja za eno najpomembnejših kantavtoric angleško govorečega sveta.

## Življenjepis
Kariero je začela kot pevka v nočnih klubih po zahodni Kanadi in kasneje v Torontu, kjer je leta 1965 rodila izvenzakonsko hči. Ker zanjo sama ne bi mogla poskrbeti, doma pa bi povzročila škandal, jo je dala v posvojitev; kasneje je povedala, da jo je to spodbudilo k ustvarjanju pesmi, skozi katere je lahko izrazila svojo čustveno stisko. Kmalu po tem je spoznala ameriškega pevca Chucka Mitchella, s katerim se je naglo poročila in odšla z njim v Združene države Amerike.
Zakon je že po dveh letih razpadel, tako da je odtlej sama potovala po vzhodni obali ZDA in nastopala v klubih. Njena izvirna besedila in inovativen kitarski slog so v tem času opazili drugi folk glasbeniki in začeli izvajati priredbe, kar ji je prineslo pogodbo z založbo Reprise za izdajo prvenca Song to a Seagull. Že z drugim albumom, Clouds (1969), je osvojila grammyja za najboljšega folk izvajalca. Na tretjem albumu, Ladies of the Canyon (1970) je že opazen premik v slogu proti popu in rocku, kar ji je pripomoglo k preboju med glasbene zvezdnike v prvi polovici 1970. let. V letih po tem je postal njen vokal nižji, slogovno pa je pričela eksperimentirati z jazzom, rokenrolom, R & B-jem ipd. ter sodelovati z jazz glasbeniki, kot so Jaco Pastorius, Wayne Shorter in Herbie Hancock. Še kasneje se je preskusila tudi v popu in elektronski glasbi.
V 1980. letih je pozornost zbujala tudi s politično obarvanimi besedili, v katerih je med drugim kritizirala krščanski konservatizem v ameriški politiki in ravnanje vlade s staroselci, vendar prodajnega uspeha prvih albumov ni dosegla. Do začetka 1990. let je le redko nastopala. Vseeno je nadaljevala z ustvarjanjem in leta 1994 izdala album Turbulent Indigo, ki ji je prinesel novega grammyja. V tem času je prišel v javnost podatek, da ima hči, kar je pripeljalo do njunega snidenja leta 1997. Takrat je izjavila, da jo je zapustil navdih, ki ga je ves ta čas črpala iz svoje stiske, ter da ne bo več ustvarjala glasbe. Hkrati je ostro kritizirala pokvarjenost ameriške glasbene industrije. Kljub temu je leta 2007 podpisala pogodbo z založbo Hear Music, ki je še istega leta izdala njen najnovejši album Shine, s katerim je Micthellova dosegla najvišjo uvrstitev na ameriški lestvici albumov po letu 1976.
Poleg glasbe se ukvarja tudi s slikarstvom; že od začetka ilustrira naslovnice svojih albumov.

## Priznanja
V karieri je skupno prejela osem grammyjev v tekmovalnih kategorijah in leta 2002 tudi grammyja za življenjsko delo, poleg številnih drugih glasbenih nagrad.
Revija Rolling Stone jo je uvrstila na 42. mesto seznama 100 najboljših pevcev in 9. mesto seznama 100 najboljših tekstopiscev vseh časov, njen album Blue pa je na 30. mestu seznama 500 najboljših albumov vseh časov, kot najvišje uvrščeni album ženske izvajalke. Tudi po izboru uredništva The New York Times je Blue eden najpomembnejših albumov popularne glasbe 20. stoletja, po izboru uredništva NPR pa najboljši album ženskih izvajalk.
Kanada jo je počastila z imenovanjem v red Kanade, najvišjim civilnim odlikovanjem, in izdala poštno znamko z njeno podobo. Kanadska Univerza McGill ji je podelila častni doktorat.